# برودهد (کنتاکی)
برودهد (به انگلیسی: Brodhead) شهری در ایالت کنتاکی کشور ایالات متحده آمریکا است که جمعیت آن در سرشماری سال ۲۰۱۰ میلادی، ۱٬۲۱۱ نفر بوده‌است.